# Ahmed Hamdi Paša
Ahmed Hamdi Paša (1826–1885) byl osmanský monarchista, administrátor a konzervativní státník během První konstituční éry.

## Životopis
V letech 1873–1874 byl guvernérem Izmiru. V letech 1875–1876 a 1880–1885 byl guvernérem Damašku. V roce 1876 byl také guvernérem Shkodër v Albánii.
Krátce sloužil i jako velkovezír (11. ledna – 4. února 1878) během Rusko-turecké války.
Sultán Abdulhamid II. ho z funkce odvolal na přání a útlak od Mladoturků.